# No puede ser
No puede ser es el aria o romanza para tenor del segundo acto de la zarzuela La tabernera del puerto, compuesta por  Federico Romero Sarachaga y Guillermo Fernández-Shaw Iturralde, con música de Pablo Sorozábal. Es una de las romanzas más famosas de la lírica española y forma parte del repertorio de todos los grandes tenores españoles, como Alfredo Kraus, José Carreras y Plácido Domingo, quien ha hecho de este tema uno de los momentos culminantes de sus recitales. 
La romanza recoge el dolor e incredulidad de Leandro, quien la interpreta al ser informado por Simpson de que ha sido utilizado por Marola para llevar a cabo la peligrosa misión de rescatar de los acantilados un fardo lleno de cocaína. El joven se lamenta de su desgracia, afirmando que Marola es buena y no lo ha utilizado porque también lo ama.